# エレナ・ケイガン
エレナ・ケイガン（英語: Elena Kagan、1960年4月28日 - ）は、アメリカ合衆国の裁判官、法律家。現在はアメリカ合衆国連邦最高裁判所・陪席判事を務める。ケイガンは、女性として4人目のアメリカ合衆国連邦最高裁判所・判事である。

## 経歴・概略
ニューヨーク州ニューヨークに生まれ、プリンストン大学、オックスフォード大学を卒業後、ハーバード・ロー・スクールで法律を学んだ。ハーバード・ロースクール修了後、コロンビア特別区控訴裁判所判事及び合衆国最高裁判所判事のロー・クラークを務めた。その後、1991年にはシカゴ大学ロースクールの助教授となり、1995年には同教授となった。2001年にはハーバード・ロースクール教授、2003年同学部長（ディーン）となった。途中、議会やクリントン政権において公職を経験した他、コロンビア特別区巡回区連邦控訴裁判所の判事に指名されたものの、共和党が主導する議会が消極的だったため公聴会が開かれず、この人事は流産した。
2010年5月10日、ジョン・ポール・スティーブンス最高裁判事の退官に伴い、バラク・オバマ大統領から、アメリカ合衆国連邦最高裁判所・判事に指名される。2010年7月20日の司法委員会で採決が行われ、13対6で承認。その後、本会議に移り、8月5日の採決で63対37でケイガンは最高裁判事に正式に承認された。
それまでのケイガンのキャリアは法学教授としてのものが大半で、裁判官としての経験は一切無かった。米国最高裁判事には明示された任命資格はなく、歴史的には同様の最高裁判事は珍しいものではなかったが、近年は連邦控訴裁判所などにおける裁判官としての経験が重視される傾向にあったため、裁判官経験のない人物の起用は約40年ぶりであった。